# Fútbol Club Barcelona (hockey sobre hielo)
La sección de hockey hielo del Fútbol Club Barcelona se fundó en enero de 1972, tras la construcción del Palau de Gel con capacidad para 1.256 espectadores. Juega en la liga española de hockey sobre hielo.

## Historia

### Primer período
Mientras que el primer partido de hockey sobre hielo equipo de España tuvo lugar en diciembre 1923, hubo que esperar a que se llevará a cabo el Congreso de Madrid en el año 1971 para ver la creación de un campeonato en la península ibérica. El 20 de enero de 1973 comenzó la primera temporada de la liga española de hockey sobre hielo. Fueron seis los equipos inscritos en la primera edición: Real Sociedad, Club Hielo Jaca, Club Hielo Valladolid, CG Puigcerdà, CH Madrid y, finalmente, el Club de Fútbol Barcelona que había terminado la construcción de su pista de hielo. El CG Puigcerdà utilizó también esta pista para disputar sus encuentros como local. El Barça también participó en la primera temporada de la Copa del Rey y perdió en la final ante la Real Sociedad que ganó la liga y la copa. Al mismo tiempo que el campeonato sénior, se estableció un campeonato júnior, Campeonato Juvenil, y gracias a su entrenador y exjugador internacional de Finlandia, Juhani Wahlsten, el Barça ganó el campeonato.
El equipo ganó su primer título nacional en 1975-1976 tras derrotar al nuevo equipo del Casco Viejo de Bilbao al anotar 7 goles a 6 en la final de la Copa del Rey; en la clasificación general el equipo catalán terminó en segundo lugar detrás de CH Txuri Urdin que logró alzarse con el título ante la Real Sociedad, ganador de todas las ediciones disputadas hasta entonces. El F.C. Barcelona consiguió el mismo resultado que en la anterior temporada con un segundo lugar detrás de Bilbao en la liga y ganó la final de Copa contra el Txuri Urdin (8-5).
En la temporada 1977-1978, la liga se dividió en dos fases con doce encuentros en la primera fase y ocho en la segunda. F.C. Barcelona consiguió once victorias y una derrota en la primera fase, pero solo obtuvo tres victorias en la segunda fase y, finalmente, terminó de nuevo en segunda posición detrás de Bilbao. Toni Raventós fue el máximo anotador del equipo con cincuenta y tres tantos y fue el segundo en el campeonato detrás de Antonio Capillas del Bilbao con ocho puntos más. En 1980-1981, el Barça accedió de nuevo a la final de la copa nacional, pero perdió 7-5 contra el Bilbao, que a su vez también ganó el campeonato de la liga por delante del F.C. Barcelona.
Durante la siguiente temporada , el Barça terminó de nuevo en segundo lugar, por detrás de Bilbao, que fue renombrado como Bilbao Vizcaya. Los dos mejores anotadores de la liga española fueron jugadores del equipo, Jamie McDonald y José Crespi, con 99 y 80 puntos respectivamente. Sin embargo, al final de la temporada, el Barça ganó por tercera vez en su historia la Copa del Rey frente al Bilbao (5-3). Tras esta victoria, el club azulgrana anunció su decisión de disolver el equipo sénior de la sección para centrar su labor en el desarrollo del los equipos de hockey en las categorías inferiores.

### Sin equipo sénior
En 1986, la Federación Española de Hockey decidió aplicar la misma decisión adoptada por el club catalán y no llevar a cabo la competición de alto nivel. En esa temporada F.C. Barcelona ganó el Campeonato de jugadores menores de 20 años. En la Copa Nacional organizada para jugadores menores de 20 años el Barça perdió en la final ante el Puigcerdà.
La siguiente temporada, el campeonato fue organizado para jugadores menores de 21 años y una vez más el Barça ganó el título al terminar con dos puntos de ventaja sobre el CH Txuri Urdin. Alberto Platz, el máximo goleador del equipo, también fue el máximo goleador y el segundo puntero con veinte puntos con doce goles. La estrategia de abandonar temporalmente el equipo sénior para reconstruir las categorías inferiores de hockey del club funcionó y el equipo de jugadores menores de 16 años también  también consiguió finalizar primero en la temporada regular. Sin embargo, en la fase de los playoffs perdió en la final contra Txuri Urdin II (7-1).

### Segundo período
Después de dos temporadas sin campeonato de alto nivel, la federación decidió reanudar la competición; El Barça fue uno de los seis equipos inscritos en la nueva temporada 1988-1989 y terminó cuarto. El Barça no se distinguió particularmente en el campeonato antes de la edición 1996-1997.
En la temporada 1996-97, el Barça terminó en el segundo puesto en la temporada regular con once victorias y cuatro derrotas. El Club de Hielo Jaca ocupó el primer lugar en esta primera fase con solo dos derrotas, ambas cosechadas ante el Barça. Ambos equipos pasaron la primera ronda de los playoffs para llegar a la final que se disputó para una serie de tres partidos, los días 8, 15 y 22 de marzo de 1998, con dos partidos jugados en Jaca. En el primer partido los jugadores del Jaca como locales consiguieron una victoria (7-3), pero los dos siguientes los ganó el F.C. Barcelona (5-2 y 7-2). Tras el campeonato de liga, también en la Copa del Rey los dos equipos jugaron la final el 20 de abril 1997 en Barcelona, y el F.C. Barcelona derrotó de nuevo al Cub de Hielo Jaca (3-1). 
Como defensor del título, los jugadores del Barça participaron en el Grupo A de la Continental Cup 1997-1998, que se jugó en Hungría, emparejados con el club local de Alba Volán Club y el HK Sportina Bled de Eslovenia. Los partidos se jugaron a mediados de septiembre y el Barça perdió el partido contra Alba Volán (11-2) y el partido frente al HK Sportina Bled (13-0). La temporada de la liga española fue totalmente opuesta a la de la temporada anterior, y el Barça terminó la temporada regular con solo una victoria, dos empates, y doce derrotas, y ocupó la última posición de la clasificación. Sin embargo, el Barça alcanzó la final de la copa nacional, pero fue derrotado por el Club de Hielo Jaca (10-4).
En la temporada 1998-1999, el F.C. Barcelona consiguió diez victorias, dos empates, y solo dos derrotas, y compitió con el CG Puigcerdá por el primer puesto en la temporada regular. Sin embargo, en las semifinales de los playoffs fue derrotado por el club vasco Txuri Urdin en los dos partidos (5-4 y 4-2).

## Títulos (13)
| Competición                              | Títulos                                                       | Subcampeonatos |
| ---------------------------------------- | ------------------------------------------------------------- | --- |
| Superliga Española de Hockey Hielo (7/8) | 1986-87, 1987-88, 1996-97, 2001-02, 2008-09, 2020-21, 2021-22 | 1974-75, 1975-76, 1976-77, 1980-81, 1981-82, 1995-96, 2002-03, 2010-11                                                                                  |
| Copa del Rey de Hockey Hielo (6/17)      | 1975-76, 1976-77, 1981-82, 1996-97, 2014-15, 2018-19          | 1972-73, 1973-74, 1978-79, 1979-80, 1980-81, 1986-87, 1994-95, 1997-98, 1998-99, 1999-00, 2000-01, 2001-02, 2002-03, 2007-08, 2009-10, 2010-11, 2020-21 |

### Títulos en categorías base
- Liga Nacional de Hockey Hielo sub-20: 1 (1986-87)
- Liga Nacional de Hockey Hielo sub-21: 1 (1987-88)